# Amberg
För andra betydelser, se Amberg (olika betydelser).
Amberg är en kretsfri stad i Regierungsbezirk Oberpfalz i förbundslandet Bayern i Tyskland. Den ligger vid floden Vils, omkring 60 kilometer öster om Nürnberg. Folkmängden uppgår till cirka 43 000 invånare.

## Historia
Amberg grundades 1034, blev stad 1196 och var befäst fram till 1796. Under medeltiden var staden centrum i ett järnindustriområde. Den var residensstad i Oberpfalz fram till 1810. Efter en längre period av nedgång utvecklades industrin på nytt under 1800-talet, och kring sekelskiftet 1900 fanns i staden bland annat en känd gevärsfabrik.

## Näringsliv
Amberg är en mångsidig industristad, med elektronisk industri, metall- och porslinsindustri samt tillverkning av plaströr. Här finns också flera bryggerier.
Järngruvorna kring staden är kända sedan 1200-talet. Malmen i området är mycket högvärdig, med ett järninnehåll på 48 procent. Efter hand har malmådrorna utarmats, och 1964 lades gruvnäringen ner.

## Stadsbild
Ambergs stadskärna är tämligen välbevarad och lockar många turister; flera medeltida byggnader, bland annat fyra av fem torn från den gamla ringmuren, är ännu bevarade. Staden rymmer ett tiotal kyrkor, däribland Sankt Martin från 1421, samt ett rådhus och ett furstligt slott, också dessa från 1400-talet.

## Kultur
Amberg har en levande teatertradition sedan senmedeltiden. Stadsteatern återfinns i den före detta franciskanerkyrkan Sankt Bernhard. En stadsfest, Bergfest, firas i början av juli varje år.